# کالین فرانکس
کالین فرانکس (انگلیسی: Colin Franks؛ زادهٔ ۱۶ آوریل ۱۹۵۱) بازیکن فوتبال اهل بریتانیا است.
از باشگاه‌هایی که در آن بازی کرده‌است می‌توان به باشگاه فوتبال واتفورد، باشگاه فوتبال ویلدستون، و باشگاه فوتبال شفیلد یونایتد اشاره کرد.